# 庫圖尼山
12°15′23″S 75°57′24″W / 12.25639°S 75.95667°W
庫圖尼山（Ticlla），是秘魯的山峰，位於該國中南部利馬大區，處於蒂克利亞科查湖和阿科帕爾卡山東南面、瓦伊納庫圖尼山東北面、利翁戈特山和瓦斯卡科查湖北面，屬於安第斯山脈的一部分，海拔高度5,897米。